# Велика біла порода
Велика біла — порода свиней білої масті. Виведена в середині XIX століття в Англії шляхом схрещування місцевих свиней графства Йоркшир з сіамськими, португальськими, неаполітанськими і китайськими свинями. В Україну свині великої білої породи завезені в кінці XIX століття. Інколи свиней первинної селекції, завезених в Україну, називають йоркширською породою. Тривала племінна робота, вплив акліматизації та годівлі призвели до докорінної зміни їх типу тілобудови. Як породу, велику білу вітчизняної селекції визнано в кінці 1930-х років. В Україні поширені чотири внутрішньопородних типи місцевої селекції, її розводять майже в усіх областях, і тільки у Херсонській та Запорізькій областях її питома вага незначна.

## Історія виведення і розповсюдження

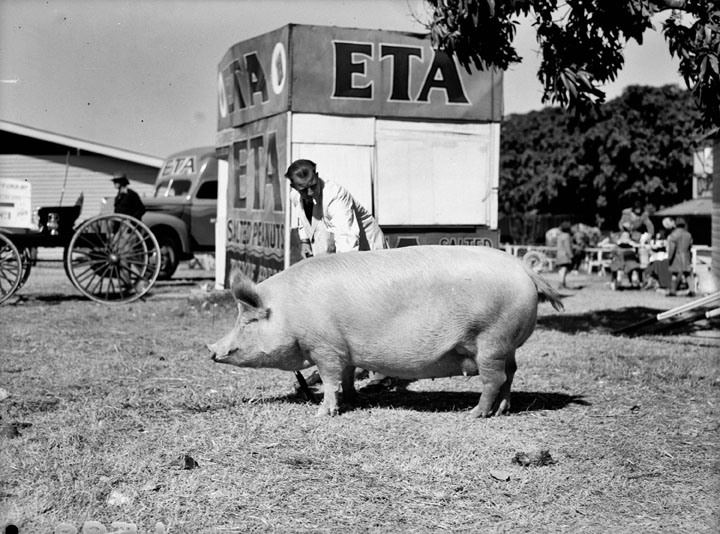
Свиноматка великої білої породи на виставці Національної королівської асоціації в Квінсленді, Австралія. 1951.

Велика біла порода є однією з найстаріших і найпоширеніших в світі. Порода походить від великих білих англійських свиней. Свині місцевих англійських порід були великими на зріст, плодючими, але пізньоспілими. З метою поліпшення скороспілості в Англію завозили скороспілих китайських та сіамських свиней. При схрещуванні місцевих англійських свиней із завезеними та внаслідок довготривалої роботи з гібридними тваринами вдалося створити декілька нових видів порід. Велика біла порода була отримана шляхом схрещування місцевих свиней графства Йоркшир з сіамськими, португальськими, неаполітанськими і китайськими свинями. Стала найпопулярнішою не лише на Британських островах, а й в інших країнах з розвиненим свинарством. Тварин цієї породи розводять майже в усіх країнах Європи, у США, Канаді, Китаї, Кореї, Японії, Новій Зеландії.
В Україну свині великої білої (її також називали йоркширською) породи завезені наприкінці XIX століття, переважно в поміщицькі господарства, тож широкого впливу на поліпшення поголів'я у селян це майже не мало. Однак тривала племінна робота, яка велась з англійськими великими білими свинями у XX столітті, тривала з англійськими великими білими свинями, вплив акліматизації та годівлі призвели до докорінної зміни їх типу тілобудови. Використання свиней великої білої породи для поглинального схрещування у поєднанні з малопродуктивними місцевими свинями, застосування методу складного відтворювального схрещування дало змогу вченим-селекціонерам і виробничникам в першій половині XX століття створити фактично нову вітчизняну велику білу породу, яка за багатьма показниками перевищує англійську.

## Характеристика
Велика біла порода за типом продуктивності відноситься до універсальних порід м'ясо-сального напряму: за бажанням можна відгодовувати свиней до жирних кондицій, а можна отримувати бекон або м'ясо високої якості.

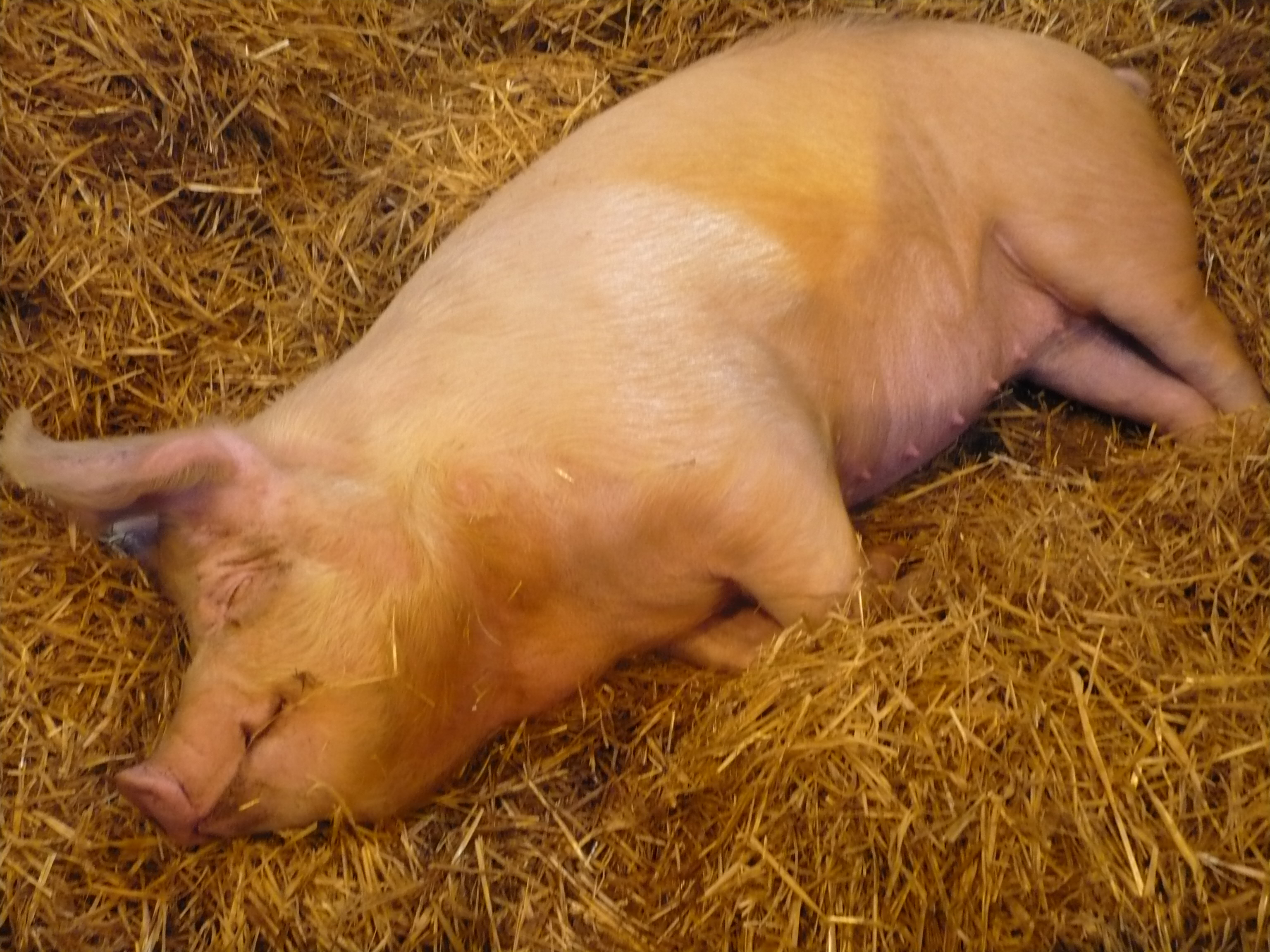
Підсвинок великої білої породи

Свині великої білої породи білої масті. Тварини міцної будови і великого розміру. Голова помірної величини з широким лобом і рилом середньої довжини. Пружні вуха стоять вгору, вперед і в боки. Коротка, мускулиста шия плавно переходить у тулуб. Плечі широкі, м'ясисті. Лапи добре обмускулені, копита міцні. Груди широкі. Спина пряма і широка, дещо вигнута догори, непомітно переходить в поперек і крижі. Черево щільне, об'ємисте, але не обвисле. Окости м'ясисті і широкі, округлі. Шкіра еластична рівномірно покрита світлою щетиною.
На сьогоднішній день серед тварин великої білої породи виділяють три типи за напрямом продуктивності: універсальний, м'ясний та сальний. У більшості господарств переважають свині універсального типу. Свині великої білої породи характеризуються високим генетичним потенціалом щодо відтворної, відгодівельної і м'ясної продуктивності. Мають високу скоростиглість. При добрих умовах годівлі і утримання, до 12 — місячного віку свині важать 180—210 кг. Жива маса дорослих кнурів коливається від 280 до 370 кг, свиноматок — від 200 до 270 кг. Багатоплідність — 11-12 поросяти на опорос, молочність — 76-85 кг, маса виводку при відлученні 185—200 кг. Відгодівельні та м'ясні якості на рівні вимог класу «еліта», забійний вихід туші — 82 %.

## Українська селекція
Велика біла — одна з найпоширеніших і найстаріших порід в Україні (її чисельність у загальній кількості свинопоголів'я України становить близько 90 %). Як породу велику білу вітчизняної селекції затверджено в кінці 1930-х років. Внесок у формування генотипів вітчизняної селекції зробили М. М. Завадовський, М. Ф. Іванов, А. П. Редькін, Д. К. Білогуб, О. П. Бондаренко.
У господарствах України розводять 19 генеалогічних ліній кнурів і 22 генеалогічні родини свиноматок. Враховуючи чисельність свиней великої білої породи, племінну роботу з ними ведуть методами внутрішньопородної селекції в трьох напрямах — створення стад з високими відтворювальними (материнський тип УВБ-1) та відгодівельними (батьківський тип УВБ-2) і м'ясними якостями. Наукове забезпечення цієї роботи здійснюють Інститут свинарства і агропромислового виробництва НААН, Інститут тваринництва степових районів імені Михайла Іванова «Асканія-Нова», Інститут землеробства і тваринництва західного регіону, обласні інститути агропромислового виробництва.

### Внутрішньопородні типи української селекції
- Внутрішньопородний тип УВБ-1 (1985 рік, Інститут свинарства УААН) апробований як материнська форма провідних груп маточних стад усіх природно-кліматичних зон України.
- Внутрішньопородний тип УВБ-2 (1994 рік, Інститут свинарства УААН) апробований як материнська форма провідних груп маточних стад усіх природно-кліматичних зон України. Складається з двох заводських типів — Лебединського і Донецького. Використовується переважно в Донецькій, Луганській, Сумській, Полтавській та Миколаївській областях.
- Внутрішньопородний тип УВБ-3 з поліпшеними м'ясними якостями (1993 рік, Інститут свинарства УААН) створений на базі генотипів великої білої породи української, англійської і данської селекції. В його складі у 1999 році апробовано заводський тип «Голубівський».
- Материнський заводський тип «Дніпровський» або ДВБ (1999 рік, Інститут свинарства УААН) створений на внутрішньопородній основі із залученням до селекційного процесу генотипів свиней провідних племзаводів України, Росії та Естонії.